# La Lladura
La Lladura és un riu de la comarca del Capcir, a la Catalunya del Nord, que neix en el terme de Formiguera i discorre posteriorment pel dels Angles, per retornar tot seguit al de Formiguera. S'aboca en l'Aude en els Prats de la Ribera, dins del terme de Real.
El riu és en el seu primer tram a l'oest del terme de Formiguera, en el segon al nord del dels Angles, i en el tercer travessa el centre, i se'n va cap al nord-est, del terme de Formiguera. En el darrer tram, finalment, marca el termenal entre Formiguera i Real.

## Terme de Formiguera
Es considera l'inici de la Lladura a l'Estany Gros, estany que rep les aigües procedents dels Estanys de Camporrells, de l'Estany Llarg i de l'Estany Rodon a través del Rec dels Estanys de Camporrells i del Rec de la Coquilla. El primer tram el riu discorre de nord a sud, però en arribar a l'Estany de la Basseta, o la Basseta de Dalt, poc després de rebre per la dreta el Rec dels Estanys Secs, i als estanyols de les Bassetes, el riu gira cap a llevant, supera el Salt dels Porcs i rep per la dreta el Rec de les Callestrines. Decantat cap al sud-est, emprèn un arc que a poc a poc es va decantant cap al nord-est, al bell mig del qual rep per la dreta el Rec de les Carboneres, que aporta les aigües dels recs del Planer de les Carboneres, del Planer de Camporrells i del Roc Roig i, al cap de poc, l'aportació de la Basseta de Baix. Aleshores, la Lladura passa entre la Solana i la Baga de la Lladura, fins que arriba al nord del Refugi de la Lladura, moment en què el curs del riu es decanta clarament cap al sud-est, fins que arriba al límit del terme de Formiguera i entra en el dels Angles.

## Terme dels Angles
El riu entre en el terme dels Angles entre la Creu d'en Pasqual i la de la Lladura, en direcció sud-est, però de seguida comença a canviar de direcció, i forma un arc que acaba sortint del terme en direcció nord-est. Abans, però, rep per la dreta el còrrec del Drol·li i travessa els Camps de Vallsera, on hi havia hagut el poble d'aquest nom, rep el còrrec de la Canyada, passa pel nord de les restes de Santa Maria de Vallsera i rep per la dreta el Rec de Vallsera. Just a llevant de l'aiguabarreig esmentat hi ha el Molí i la Farga de Vallsera, al nord dels quals el riu surt del terme dels Angles i entre la Creu del Prat de Claveria i la Creu de la Farga surt del terme dels Angles i torna a entrar en el de Formiguera.

## Terme de Formiguera
Un cop de nou dins del terme de Formiguera, on entra pel sud-oest del terme, també al sud-oest del poble de Formiguera, la Lladura s'adreça cap al nord-est, passa per dessota del Solà de Caselles, i arriba als Prats de Caselles, on entra en contacte amb l'extrem de ponent del nucli urbà de Formiguera, on hi ha la resclosa i el càmping de Formiguera. Sempre cap al nord-est, passa pel sud del barri d'Andorra, o de les Cases d'Amunt, del poble de Formiguera, després també pel sud del nucli originari del poble de Formiguera i, sempre cap al nord-est, travessa la part més plana del terme i va de dret cap al poble de Real, a les envistes del qual la Lladura es converteix en l'element que marca el límit de les dues comunes.

## Termes de Formiguera i Real
Des de les partides de les Illes i dels Prats de la Ribera, la Lladura fa breument, uns 200 metres, de termenal, fins al moment en què s'aboca en l'Aude, poc abans de l'Embassament de Puigbalador.